# Scymnus impexus
Silvergransdvärgpiga (Scymnus impexus) är en skalbaggsart som beskrevs av Étienne Mulsant 1850. Scymnus impexus ingår i släktet Scymnus och familjen nyckelpigor. Arten är tillfälligt reproducerande i Sverige. Inga underarter finns listade i Catalogue of Life.